# Le Gault-Saint-Denis
Le Gault-Saint-Denis é uma comuna francesa na região administrativa do Centro, no departamento Eure-et-Loir. Estende-se por uma área de 23,48 km². Em 2010 a comuna tinha 688 habitantes (densidade: 29,3 hab./km²).